# Прапор Слобідки-Глушковецької
Прапор Слобідки-Глушковецької — офіційний символ села Слобідка-Глушковецька Ярмолинецького району Хмельницької області, затверджений 2 липня 2018р. рішенням №12 сесії сільської ради. Автори - П.Б.Войталюк, К.М.Богатов, В.М.Напиткін.

## Опис
Квадратне полотнище поділене вертикально на дві рівновеликі частини - древкову зелену і вільну, поділену хвилясто шість разів на сині і білі смуги. На древковій частині шість жовтих слив, дві, одна, дві, одна; на синіх смугах жовті протиобернені риби.